# Club Náutico de San Antonio Abad
El Club Náutico de San Antonio Abad  (Club Nàutic Sant Antoni de Portmany en idioma catalán) es un club náutico español ubicado en San Antonio Abad, Baleares. Dispone de 578 amarres distribuidos en 10 pantalanes que dan cabida a barcos de hasta 50m de eslora y 5m de calado.

## Historia
El Club Náutico de San Antonio Abad fue fundado el 31 de marzo de 1973 por José Roselló Prats, su primer presidente, y un grupo de 140 personas que fueron considerados los socios fundadores de la entidad. En 1991 se construyó una sede social y en 2013 se llevó a cabo una remodelación de las instalaciones y se terminó la nueva sede social.

## Regatas
Organizó el campeonato de España de la clase 29er en 2013.

## Deportistas
Tiene secciones de vela ligera, vela de crucero, piragüismo y surf ski. Su equipo de vela ligera compite en las clases Optimist, 29er y Laser.